# أمشيتكا
أمشيتكا (/æmtʃɪtkə/. بالأليوتية: Amchixtax) هي جزيرة بركانية غير مستقرة تكتونيا تقع في مجموعة جزر الجرذ بجزر ألوتيان جنوب غرب ألاسكا. وهي جزء من الملجأ الوطني للحياة البرية في ألاسكا. ويبلغ طول الجزيرة حوالي 68 كم، ويتراوح عرضها ما بين 3 إلى 6 كلم. وتمتاز المنطقة بمناخ محيطي، كما تهب بها العديد من العواصف، وغالبا ما تكون سماءها ملبدة بالغيوم.
كانت أمشيتكا مأهولة بالسكان من طرف الشعب الأليوتي لأكثر من 2500 سنة، ولكن الجزيرة لم تشهد بعد ذلك أي تواجد دائم للسكان منذ 1832. وقد أصبحت الجزيرة جزءا من الولايات المتحدة بعد شراء ألاسكا سنة 1867. واستخدمتها القوات الأمريكية خلال الحرب العالمية الثانية كمطار إبان المعارك التي عرفت بحملة جزر ألوتيان.
وقد تم اختيار أمشيتكا من قبل هيئة الطاقة الذرية الأمريكية كموقع لإجراء اختبارات تفجيرات تحت الأرض بالأسلحة النووية. أجريت ثلاثة من هذه الاختبارات: أولها كان Long Shot وقد انفجر في عام 1965. تلاه Milrow، الذي انفجر في عام 1969، وأخيرا Cannikin في عام 1971، وكان هذا الأخير أكبر اختبار نووي تحت أرضي تجريه الولايات المتحدة في تاريخها. وقد أثارت هذه الاختبارات جدلا واسعا، بعد تدخل جماعات حماية البيئة التي حذرت من أن مثل هذه الاختبارات وخصوصا الانفجار كانيكين (Cannikin)، من شأنها أن تسبب زلازل عنيفة وأمواج تسونامي. أمتشيكا الآن لم تعد تستخدم لإجراء تجارب نووية. وما زال هناك رصد لتسرب المواد المشعة.

## الجغرافيا

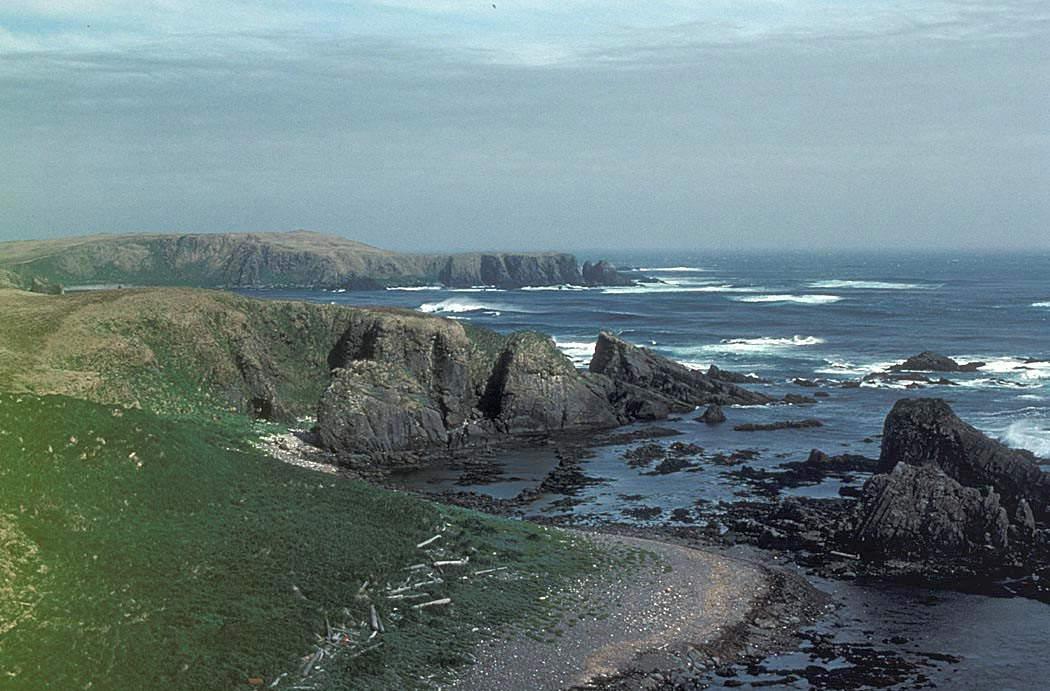
Amchitka Island, Harlequin Beach

تقع أمشيتكا في أقصى الجنوب من مجموعة جزر الجرذ في سلسلة ألوشيان، ويحدها بحر بيرينغ من الشمال والشرق، والمحيط الهادي من الجنوب والغرب.
الجزء الشرقي من الجزيرة عبارة عن هضبة من الأراضي المنخفضة، وبها برك معزولة وتلال. وبها غطاء نباتي قليل، لكنه وفير، يتكون من الطحالب والأشنات والسرخس والأعشاب ونباتات السعادى والوكروبيري. وسط الجزيرة ذو طابع جبلي، أما الطرف الغربي فهو جرداء والغطاء النباتي فيه متناثر.
تتوفر أمشيتكا على مناخ بحري، وتكون غالبا ضبابية وتعصف بها الرياح، مع غطاء سحابي يغطيها أغلب الأوقات. بينما يتحكم المحيط في درجة حرارتها، وتهب بها عواصف متكررة. أما جيولوجيا، فالجزيرة بركانية، لكونها جزء من كتلة صغيرة من القشرة الأرضية على قوس ألوشيان التي يتم تمزيقها بالاندساس المنحرف. وتعد واحدة من البيئات التكتونية الأقل استفرارا في الولايات المتحدة.

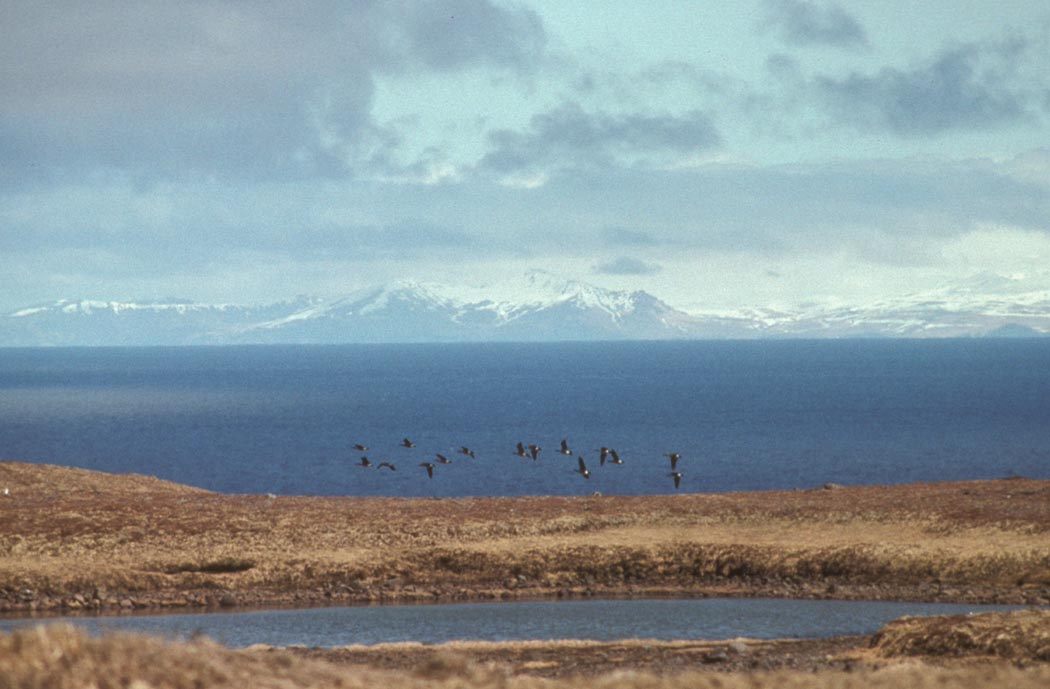
Aleutian Cackling Geese in flight over Amchitka Island

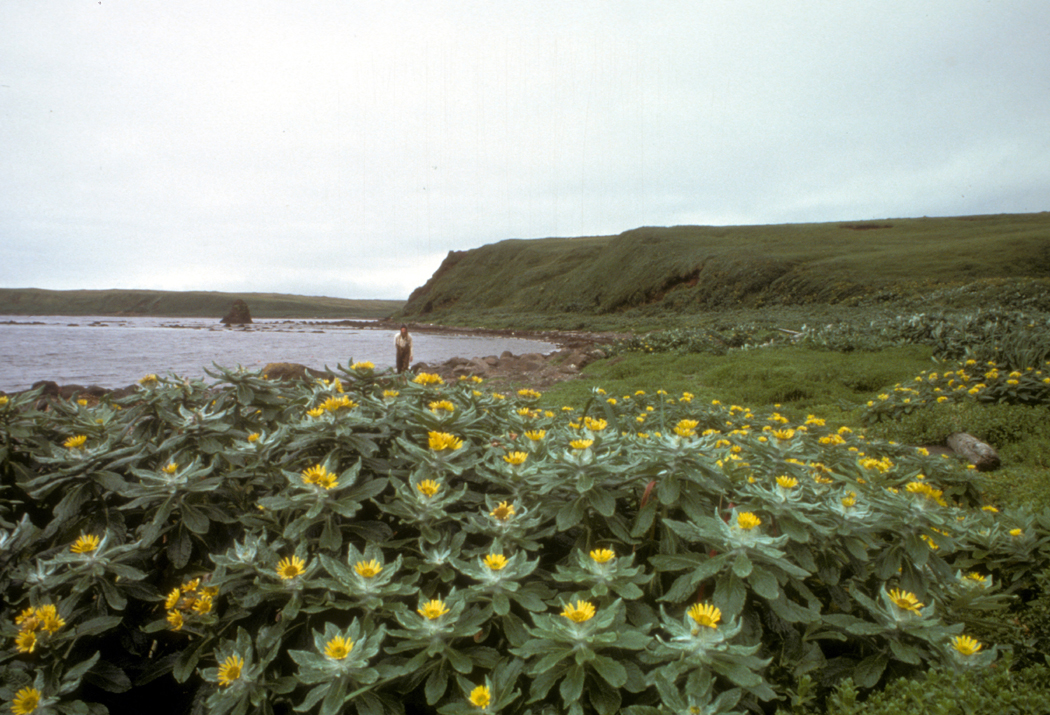
Amchitka Island, Beach Fleabane in full bloom (Senecio pseudo-arnica)

## التاريخ القديم
يعود التاريخ البشري لأمشيتكا على الأقل إلى 2500 سنة، مع الشعب الأليوتي. الرفات البشري الذي تم اكتشافه سنة 1980 والذي يعتقد أنه لشعب الأليوت يعود تاريخه إلى 1000 سنة قبل الميلاد.
ويقال أن أمشيتكا تمت رؤيتها وتسميتها مقاريوس من طرف بيرنغ سنة 1741 وتمت مشاهدتها من طرف جوزيف بيلينغز سنة 1790 وزارها Shishmaref شيشمارف في 1820.
في 1783 Daikokuya Kōdayū دايكوكويا كودايو و15 آخرين من المفقودين حطو الرحال في الجزيرة بعد أن تاهو لمدة سبعة أشهر، وتم الاعتناء بهم من طرف الموظفين الروسيين، وقامو بالصيد مع السكان الأصليين. وتوفي بعد ذلك ستة منهم خلال ثلاثة أعوام.